# Jasmin Selberg
Jasmin Selberg (Tallinn, 11 de agosto de 1999) é uma modelo e rainha da beleza alemã-estoniana, vencedora do concurso Miss Internacional 2022, realizado no Tokyo Dome City Hall, em Tóquio, Japão.

## Biografia
Selberg nasceu em Tallinn, Estônia. Sua família se mudou da Estônia para a Alemanha quando ela tinha um ano de idade. Ela ingressou na Universidade do Ruhr em Bochum para obter um diploma de bacharel em história e filosofia.

## Concurso de beleza

### Miss Globe 2021
Em 5 de novembro de 2021, Selberg representou a Alemanha no The Miss Globe 2021 e competiu contra 50 outras candidatas no Opera Theatre em Tirana, Albânia, onde terminou entre as 15 primeiras semifinais.

### Miss Universo Alemanha 2022
Em 2 de julho de 2022, Selberg competiu contra 16 outras finalistas do Miss Universo Alemanha 2022 no Holiday Inn Hotel Düsseldorf-Neuss em Neuss, onde não avançou para o Top 5.

### Miss Supranacional 2022
Em 15 de julho de 2022, Selberg representou a Alemanha no Miss Supranacional 2022 e competiu contra 69 outras candidatas no Anfiteatro do Parque Strzelecki em Nowy Sącz, Polônia, onde não se classificou na semifinal.

### Miss Internacional 2022
Em 13 de dezembro de 2022, Selberg representou a Alemanha no Miss Internacional 2022 e competiu contra 66 outras candidatas no Tokyo Dome City Hall em Tóquio, Japão. Na competição, Selberg avançou para o Top 15, e posteriormente para o Top 8, antes de ser anunciado como o vencedor da competição e foi sucedido por Sireethorn Leeramwat da Tailândia. Ela se tornou a terceira mulher da Alemanha a ganhar o título, seguindo Ingrid Finger e Iris Klein, que foram coroadas em 1965 e 1989.